# Glénan-archipel
De Glénan-archipel (Frans: Îles des Glénan of Archipel des Glénan, Bretons: Inizi Glenan) is een kleine eilandengroep voor de Bretonse kust, ongeveer tien zeemijlen ten zuiden van Fouesnant. Naast het hoofdeiland Saint-Nicolas zijn de belangrijkste eilandjes Bananec, Loc'h, Penfret, Cicogne, Drénec, Brunec, Guiautec, Quignénec en Île aux Moutons. De groep vormt een natuurreservaat zonder vaste menselijke bewoning. In de zomer wordt de archipel druk bezocht door dagtrippers uit Finistère, aangetrokken door het heldere, azuurblauwe water en de parelwitte stranden.
De Glénan-archipel vormt de thuisbasis van Les Glénans, een internationale non-profit zeilschool die in 1947 werd opgericht door Franse verzetslieden. Ook is er een duikschool gevestigd, Centre International de Plongée des Glénan.
- Virtual International Authority File: 243889585
- WorldCat: E39PBJwthcFKMY9GPHwmx9TJXd